# Emilia Llanos Medina
Emilia Llanos Medina (Villanueva del Arzobispo, (Jaén), 13 de enero de 1885-Granada, 29 de agosto de 1967) fue una mujer española, testigo y participante en el ambiente artístico granadino de la Edad de Plata a través de sus relaciones de amistad.

## Biografía
Era hija de los granadinos Ángeles Medina Huete y Arturo Llanos Baeza, capitán de la Guardia Civil que fue expedientado “por su reincidencia en el vicio de contraer deudas injustificadas" y falleció prematuramente en 1899.Tuvo un hermano mayor, Manuel Llanos Medina, militar que en 1895 fue enviado a Cuba, y una hermana, Concha. A principios del siglo XX la madre, viuda, y las dos hijas, solas, tuvieron que establecerse junto con la hermana de la madre, Concepción Medina Huete, en distintas viviendas de Granada alquiladas dentro del recinto de la Alhambra, primero junto a la Puerta del Vino, después en la calle Real de la Alhambra 22, y en el piso de la Plaza Nueva.

## Trayectoria
Una salud delicada la llevó a la lectura, y su residencia veraniega entre la Alhambra y el Generalife la acercó al ambiente artístico que rodeaba a los monumentos nazaríes. Estuvo ligada a la tertulia del Rinconcillo del Café Alameda en Granada. Antes de 1936 estableció relaciones profundas y duraderas con la sociedad artística del lugar:  el pintor Ismael González de la Serna,  el poeta Federico García Lorca,  el compositor Manuel de Falla y su hermanan Carmen, y el fotógrafo barcelonés Adolf Mas. También conoció a Ángel Barrios, Óscar Esplá, Andrés Segovia y a Juan Ramón Jiménez, entre otros intelectuales. El pintor Manuel Ángeles Ortiz la consideraba una de las musas de la tertulia granadina del Rinconcillo, junto a Emilia Aragón y Emilia Dávila.

### La amistad con Ismael González de la Serna
Hacia 1915 entabló amistad con el pintor, asiduo visitante del Generalife. La correspondencia entre ellos se inició en 1917, año en que el pintor marchó a Madrid, y continuó a partir de 1921 desde París, donde había triunfado como pintor vanguardista. Se prolongó hasta 1933, cuando el pintor volvió a Granada para exponer en el Centro Artístico. A través de las numerosas cartas conservadas, todas González de la Serna a Llanos, se entrevé una amistad profunda y duradera; el pintor le confiaba sus preocupaciones, tanto artísticas como sentimentales, y la animaba continuamente a dejar Granada y reunirse con él en Madrid o París. 

### La amistad con Federico García Lorca
Fue González de la Serna quien en 1918 presentó a Emilia Llanos, “una mujer que leía a Maeterlink”, a García Lorca. El poeta, entonces joven, acababa de publicar su primer libro, Impresiones y paisajes, con portada de Ismael González de la Serna. Surgió entre ellos una amistad que duró hasta la muerte del poeta en 1936. Emilia quedó impresionada por el poeta granadino, según afirmaciones posteriores,por quien sintió un gran afecto y con el que mantuvo una estrecha amistad hasta 1936. Se conservan numerosas cartas entre Emilia Llanos y Federico García Lorca; una de ellas, la enviada por el poeta desde Madrid el 28 de noviembre de 1920, fue interpretada por Emilia como una declaración amorosa a la que ella no contestó. 
Después, y hasta 1936, Federico y Emilia se siguieron encontrando en el piso de ella en la Plaza Nueva, en las numerosas tertulias a las que ambos acudían o en la Huerta de San Vicente, pues Emilia Llanos era buena amiga de toda la familia García Lorca. Federico le dedicó libros y dibujos y le presentó a sus amigos, entre ellos a Juan Ramón Jiménez. 

### La muerte de García Lorca
Cuando los sucesos de agosto de 1936 hicieron necesario ocultar a García Lorca, se pensó en la casa de Emilia Llanos, aunque finalmente se elegió la de Luis Rosales. Tras la detención del poeta, la familia pidió a Emilia Llanos que subiera al Carmen de Manuel de Falla para que este intercediera por él, pero no lo hizo porque algunos amigos falangistas le aseguraron que Lorca ya estaba muerto. No poder ayudarlo provocó en Emilia Llanos un sentimiento de culpabilidad que la acompañó hasta el final de sus días. Cuando en 1955 llegó a Granada el norteamericano Agustín Penón para investigar la muerte de Federico García Lorca, Emilia Llanos le ayudó a conocer mejor al escritor y lo acompañó a Víznar y Alfacar en busca del lugar donde fue fusilado.
Cuando Penón regresó a EE. UU. en 1956, siguió en contacto con Emilia Llanos, quien le confesó en una carta que "el que estaba allí no está. Hace mucho tiempo se supone está en Madrid con la familia", en referencia al cuerpo de Lorca, cuya búsqueda en Víznar era inútil porque ella sabía "de buena fuente" que fue desenterrado por la familia antes de su exilio. Investigaciones  de 2017 sobre el terreno muestran que Emilia tenía razón, que el cadáver de Federico García Lorca fue pronto exhumado. Emilia Llanos murió el 29 de agosto de 1967 tras unos años de enajenación en los que llamaba continuamente a Federico.

### La amistad con Manuel de Falla
Emilia Llanos conoció a Manuel de Falla y a su hermana María del Carmen gracias a Lorca, quien la introdujo en la tertulia del Carmen de la Antequeruela, donde vivían los hermanos. Emilia participó activamente en los actos previos al Concurso de Cante Jondo (1922), como en las tertulias de la taberna de Antonio Barrios, el Polinario, y en los conciertos de Andrés Segovia en el hotel Alhambra Palace. Durante el Concurso lució las galas y mantilla  tradicionales de las mujeres y con ellas aparece en numerosas fotografías. La amistad con el compositor y con su hermana se consolidó en años posteriores, de los que data la correspondencia entre los tres. Cuando los hermanos Manuel y Carmen de Falla decidieron marchar a Argentina en septiembre de 1939, Emilia Llanos acudió a despedirlos en el jardín del Carmen; no volvió a escribirse con el músico, pero sí con su hermana María del Carmen, con quien tuvo un emotivo reencuentro en septiembre de 1966, cuando por última vez, ambas próximas a la muerte, se reunieron para merendar en torno al busto de Manuel de Falla que preside el jardín del Carmen de la Antequeruela.

### La amistad con Adolf Mas Ginestà.
Le conoció en un viaje a Barcelona en 1923 que realizó acompañada de su amiga Emilia Aragón Pineda. La amistad con el fotógrafo, creador del Arxiu Mas de Barcelona, continuó hasta la muerte del primero en 1936. Se plasmó en cartas y en las visitas que Pelai Mas Castañeda (1891-1954), hijo de Adolf Mas Ginestà  hizo a Granada en 1924 y en 1926. Durante la primera visita, Pelai Mas realizó un reportaje fotográfico en la Alhambra a Emilia Llanos ataviada con el traje que lució en el Concurso de Cante Jondo; algunas fotos de este reportaje fueron regaladas a Lorca y a Falla, entre otros, y una de ellas sirvió de modelo a un anuncio publicitario de Aspirina de finales de los años 20. 

### La amistad con Agustín Penón
El norteamericano Agustín Penón llegó a Granada en 1955 con la intención de investigar la muerte de Federico García Lorca y escribir un libro sobre él; para ello contactó con Emilia Llanos, que le enseñó los libros, fotografías y cartas dedicados por el poeta a lo largo de su relación de amistad. Los escritos y cartas de Agustín Penón, recogidos finalmente por Marta Osorio (en 2009 y 2015) son una fuente imprescindible para conocer a Emilia Llanos, Lorca y su mundo. 

## Emilia Llanos en la literatura
Las obras de Marta Osorio Miedo olvido y fantasía (2009) y El enigma de una muerte (2015) destacaron la personalidad de Emilia Llanos, su amistad con García Lorca, Falla y Juan Ramón Jiménez así como su importancia en las primeras investigaciones de Agustín Penón, sobre el asesinato y el lugar de la tumba de Federico García Lorca. 
En 2017 la compañía El Tejo Producciones dirigida por Anabel Díez representó en el Palacio de Festivales de Santander la obra El jardín de las posibilidades, de Carlos Troyano, en la que Emilia Llanos protagoniza una historia de recuerdos y olvidos. El mismo año Lola Manjón publicó Emilia Llanos Medina, una mujer en la Granada de Federico García Lorca, primera monografía de investigación sobre Emilia Llanos, completada en 2022 con el libro Relaciones. Emilia Llanos y Federico García Lorca.

## Reconocimientos
En junio de 2022 se inauguró una exposición monográfica titulada Emilia Llanos, divina tanagra, en el Museo Casa de los Tiros, comisariada por Lola Manjón, Emilio Escoriza y José Javier García Montero, coleccionista de cuadros y objetos de Emilia Llanos.   
El municipio de Fuente Vaqueros (Granada), lugar de nacimiento de García Lorca, le dio su nombre a una de sus calles, calle de Emilia Llanos.